# Dům čp. 57 (Štramberk)
Dům čp. 57 stojí na ulici Kopec ve Štramberku v okrese Nový Jičín. Roubený dům byl postaven pravděpodobně v roce 1787. Byl zapsán do Ústředního seznamu kulturních památek ČR před rokem 1988 a je součástí městské památkové rezervace.

## Historie
Podle urbáře z roku 1558 na náměstí bylo postaveno původně 22 domů s dřevěným podloubím, kterým bylo přiznáno šenkovní právo a sedm usedlých na předměstí. Uprostřed náměstí stál pivovar. V roce 1614 je uváděno 28 hospodářů a za hradbami 19 domů. Za panování jezuitů bylo v roce 1656 uváděno 53 domů. První zděný dům čp. 10 byl postaven na náměstí v roce 1799. V roce 1855 postihl Štramberk požár, při něm shořelo na 40 domů a dvě stodoly. V třicátých letech 19. století stálo nedaleko náměstí ještě dvanáct dřevěných domů. Dům čp. 57 byl postaven pravděpodobně v roce 1787. Byl přestavována a v druhé polovině 20. století byla část domu stržena a nahrazena zděnou patrovou stavbou.

## Stavební podoba
Dům je přízemní roubená stavba obdélného půdorysu s průčelím orientovaným kolmo na svah. Je postaven na vysoké kamenné podezdívce, která vyrovnává svahovou nerovnost. Podezdívka měla klenuté prostory, které měly vlastní vchod z jihu. Stavba je roubená z hrubě otesaných kuláčů. Na roubenou stavbu kolmo bylo přistavěno hospodářské křídlo se sedlovou střechou. Tato část a část západního průčelí byla ubourána a nahrazena zděnou patrovou stavbou. Štít do údolí měl ukončení kabřincem a podlomením. Opět přestavbou ve druhé polovině 20. století byla sedlová střecha doplněna polovalbou nad štítem do údolí. Zachována zůstala zídka s půlkruhově zaklenutou brankou – vstupem do dvora a větší část historického roubeného jádra.